# 含水比
含水比（がんすいひ）とは、水の重量を固体の重量で除して、物質に含まれる水分の割合を示したもの。主に土壌学において使用される。
単位は無次元であり、通常は百分率（%）を用いて表される。
また、同じく物質に含まれる水分の割合を示したものに含水率があるが、含水率は水の重量を水と固体の重量で除したものであり、異なるものである。

含水比（{\displaystyle w}、%）
{\displaystyle w={\frac {W_{w}}{W_{s}}}\times 100}
{\displaystyle W_{w}}は水の重量、{\displaystyle W_{s}}は固体の重量。

## 含水比と含水率の関係
含水比と含水率は、共に物質に含まれる水分量を示し、単位も同じため混同されることがある。この二つは水分割合によっては大きな値の差を生むため、注意が必要である。
以下の表は、ある含水割合での値の比較である。
| 固体：水 | 10：0 | 9：1 | 8：2 | 7：3 | 6：4 | 5：5  | 4：6  | 3：7  | 2：8  | 1：9  |
| -------- | ----- | ---- | ---- | ---- | ---- | ----- | ----- | ----- | ----- | ----- |
| 含水比   | 0.0   | 11.1 | 25.0 | 42.9 | 66.7 | 100.0 | 150.0 | 233.3 | 400.0 | 900.0 |
| 含水率   | 0.0   | 10.0 | 20.0 | 30.0 | 40.0 | 50.0  | 60.0  | 70.0  | 80.0  | 90.0  |

| 固体：水 | 1：0 | 1：0.5 | 1：1  | 1：1.5 | 1：2  | 1：2.5 | 1：3.0 |
| -------- | ---- | ------ | ----- | ------ | ----- | ------ | ------ |
| 含水比   | 0.0  | 50.0   | 100.0 | 150.0  | 200.0 | 250.0  | 300.0  |
| 含水率   | 0.0  | 33.3   | 50.0  | 60.0   | 66.7  | 71.4   | 75.0   |